# Ivan Orlaj
Ivan Orlaj, původně Orlay János, (1770 Palaď-Komarivci – 11. března 1829 Oděsa) byl lékař, historik, pedagog.

## Život
Jeho předkové používali křestní jméno „Karva“, ruské slovníky uvádí jeho jméno jako Orlay de Corva, Orlay de Carva. Vystudoval základní a střední školu v Mukačevu a Užhorodu, gymnázium v Carei a akademii v Oradei. Studoval na Filosofické fakultě ve Lvově. 6. května 1791 se přestěhoval do Petrohradu. Získal doktorát na petrohradském lékařském a chirurgickém institutu (1791-93). V Rusku působil pod jménem Орлай, Иван Семёнович (česky Ivan Semjonovič Orlaj). V letech 1794 až 1797 mohl pokračovat ve vzdělávání ve Vídni. Po návratu do Petrohradu jeho lékařská kariéra stále stoupala: nejprve se stal dvorním chirurgem, poté se v roce 1805 stal prvním asistentem rodinného lékaře cara Alexandra I. Jako tajemník Akademie lékařství a chirurgie byl významným vědeckým organizátorem. Orlayovy zájmy se rozšířily do širokého spektra věd, vycházely jeho publikace, byl zvolen do řad několika ruských a západoevropských vědeckých společností, získal doktorát humanitních věd a doktátor medicíny na univerzitě v Königsbergu .
Během napoleonské války, v roce 1812, sloužil ve vojenské nemocnici. V roce 1816 byl povýšen do hodnosti státního rady, ale krátce poté ze zdravotních důvodů na funkci tajemníka rezignoval.
V roce 1819 cestoval po Kavkaze a hledal vlast Maďarů. V roce 1821 byl jmenován ředitelem gymnázia v Nižyně, na kterém studoval i Nikolaj Vasilievič Gogol. Mezi učiteli své doby Orlaj vynikal svými poměrně liberálními pedagogickými názory a všestrannými znalostmi. Několikrát se setkal s Gogolovými rodiči; mohlo také mít vliv na zájem jejich syna o etnografii a přírodní vědy. V roce 1826 získal Orlay titul skutečného státního rady; v témže roce byl jmenován ředitelem slavného Richelieu Lycée v Oděse. Zemřel v témže městě dne 27. února 1829.

## Dílo
- 1807 - Dissertatio sislens doctrinas de viribus naturae medicatricibus etc
- 1809 - Oratio in laudes Russiae principum etc.
- 1804 - История о карпато-россах
- 1825 - О необходимости обучаться преимущественно отечественному языку и нечто об обучении языкам иностранным
- 1825 - Элегия на смерть императора Александра I
- 1826 - О юго-западной Русии
- Мнение о преобразовании училищ в России